# Benny Lennartsson
Benny Lennartsson (født 14. december 1942) er en svensk fodboldtræner, der tidligere har trænet Lyngby FC og Viborg FF. Han stoppede sin trænerkarriere efter ved VM i 2010 at have været assistenttræner for Elfenbenskystens fodboldlandshold under cheftræner Sven-Göran Eriksson. Lennartsson har i mange år boet i den lille by Fjugesta, men har sammen med hustruen Vivi-Anne også en lejlighed i Paris.

## Klubber som spiller
- Örebro SK
- Fulham FC
- FC Monthey (Schweiz)

## Klubber som træner
- 1969-1975: FC Monthey
- 1975-1978: Örebro SK
- 1979-1980: IFK Sundsvall
- 1980-1985: Sveriges u21-landshold
- 1985-1988: Sveriges OL-landshold
- 1988-1991: Viking FK
- 1992: SK Brann
- 1993-1995: BK Forward Örebro
- 1995-1998: Lyngby FC
- 1998-1999: Bristol City
- 2000-2002: Viking FK
- 2003: Viborg FF
- 2007: IK Start
- 2009: Assistenttræner i GAIS
- 2010: Assistenttræner for Elfenbenskystens fodboldlandshold